# Kyōsuke Gotō
Kyōsuke Gotō (japanisch 後藤 京介 Gotō Kyōsuke; * 29. Juli 1992 in der Präfektur Tokio) ist ein japanischer Fußballspieler.

## Karriere
Gotō erlernte das Fußballspielen in der Jugendmannschaft von Mitsubishi Yowa und der Universitätsmannschaft der Senshū-Universität. Seinen ersten Vertrag unterschrieb er 2015 in Montenegro beim FK Mogren. Der Verein aus Budva spielte in der ersten Liga, der Prva Crnogorska Liga. Im August 2015 wechselte er nach Danilovgrad zum Ligakonkurrenten FK Iskra Danilovgrad. 2017 kehrte er nach Japan zurück. Hier schloss er sich dem YSCC Yokohama an. Der Verein aus Yokohama spielte in der dritthöchsten Liga des Landes, der J3 League. Für den Verein absolvierte er 56 Ligaspiele. 2019 wechselte er zum Zweitligisten Ventforet Kofu. Im Juli 2019 wurde er an den Drittligisten Thespakusatsu Gunma ausgeliehen. Für den Verein absolvierte er 10 Ligaspiele. 2020 wurde er an den Drittligisten Iwate Grulla Morioka ausgeliehen. Nach Vertragsende bei Ventforet unterschrieb er im Februar 2021 einen Vertrag beim ReinMeer Aomori FC. Der Verein aus Aomori spielt in der vierten japanischen Liga, der Japan Football League. Für ReinMeer absolvierte er 27 Viertligaspiele. Im Januar 2022 verpflichtete ihn der ebenfalls in der vierten Liga spielende Tōkyō Musashino United FC.